# Barrlusbaggar
Barrlusbaggar (Derodontidae) är en familj av skalbaggar som beskrevs av Leconte 1861. Enligt Catalogue of Life ingår barrlusbaggar i överfamiljen Derodontoidea, ordningen skalbaggar, klassen egentliga insekter, fylumet leddjur och riket djur, men enligt Dyntaxa är tillhörigheten istället ordningen skalbaggar, klassen egentliga insekter, fylumet leddjur och riket djur. Enligt Catalogue of Life omfattar familjen Derodontidae 9 arter. 
Barrlusbaggar är enda familjen i överfamiljen Derodontoidea.
Kladogram enligt Catalogue of Life och Dyntaxa:
| barrlusbaggar | \| \| Derodontus \| \| \| \| \| \| Laricobius \| \| \| \| \| \| Peltastica \| \| \| \| |
|               | \| \| Derodontus \| \| \| \| \| \| Laricobius \| \| \| \| \| \| Peltastica \| \| \| \| |
|               | Derodontus                                                                             |
|               |                                                                                        |
|               | Laricobius                                                                             |
|               |                                                                                        |
|               | Peltastica                                                                             |
|               |                                                                                        |

## Bildgalleri

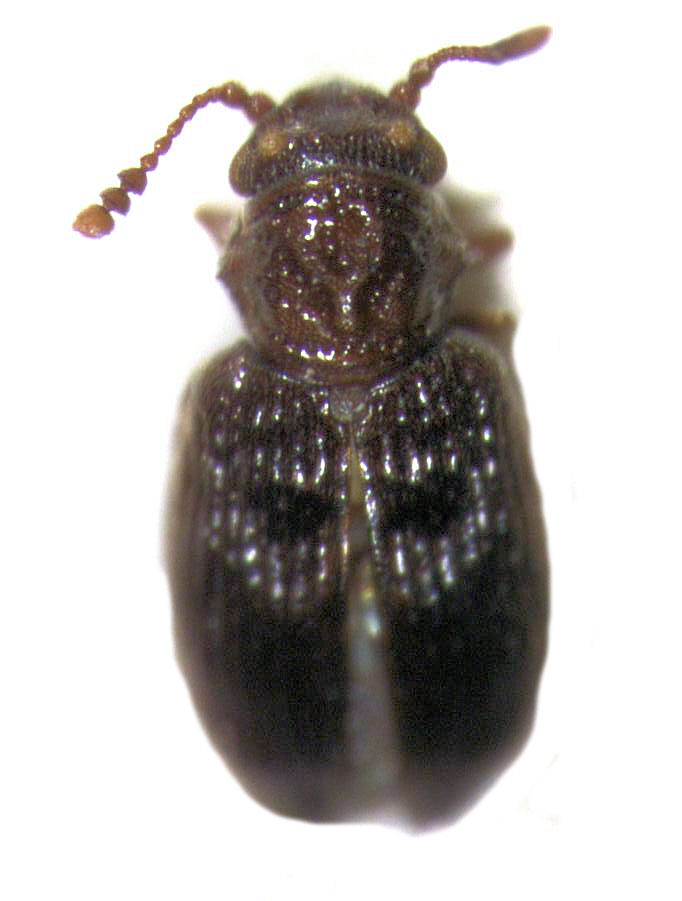
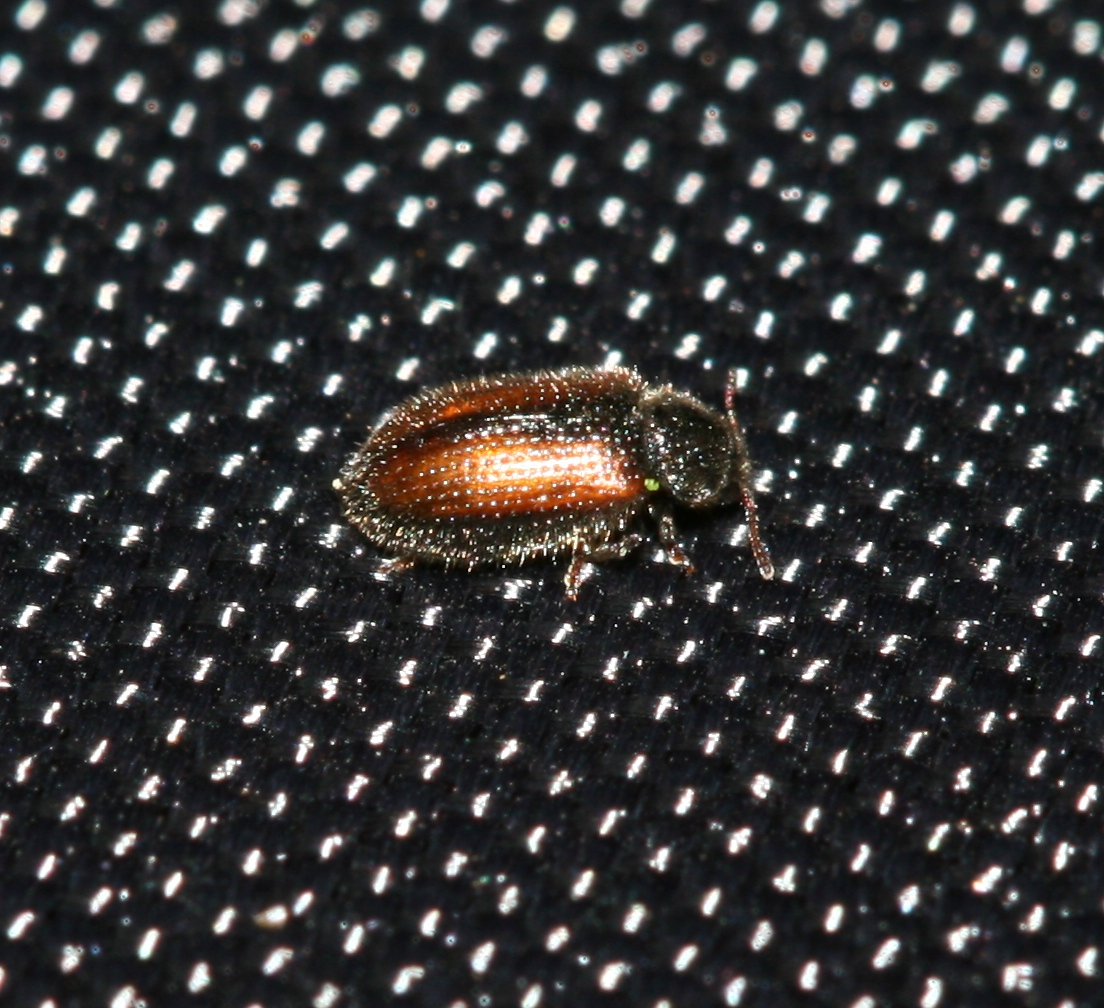